# Genea texensis
Genea texensis är en tvåvingeart som först beskrevs av Townsend 1916.  Genea texensis ingår i släktet Genea och familjen parasitflugor. Inga underarter finns listade i Catalogue of Life.